# Geddes, South Dakota
Geddes är en ort i Charles Mix County i South Dakota, USA.